# 應奉
應奉（？年—？年），字世叔，汝南郡南頓縣（今河南省項城）人，東漢司隸校尉，著有《感騷》三十篇，有數萬字。撰有《後序》十二卷。

## 生平

### 五行並下
應奉從小就很聰明，記憶力非常好，所到之處，都能記住。讀書時能一次看五行文字，閱讀的速度很快。應奉擔任郡的決曹史，巡視四十二縣，有紀錄的囚徒有數百千人。應奉巡視回來後，太守詳細詢問狀況，應奉將所有犯人的姓名、罪名的輕重，一一說出而沒有遺漏，當時的人們都很詫異。

### 半面之交
應奉二十歲時曾經去拜訪彭城相袁賀，袁賀當時外出，大門緊閉，袁賀家的造車匠開半扇門，在門縫中露出半張臉，看了應奉一眼，隨即應奉離去。十多年後，應奉在路邊遇見當年的造車匠，於是和他打了招呼。

### 武陵平亂
永興元年（153年），武陵蠻人首領詹山等人起兵叛亂，時任武陵太守的應奉前往招降他們。詹山等人紛紛投降、解散。應奉在武陵興辦學校，舉薦有才德但地位卑微的人才，政稱變俗。後來應奉獲罪被免官。
延熹五年（162年），馮緄向朝廷請求派前武陵太守應奉一同前往平武陵蠻夷，馮緄被任命為從事中郎。十一月，馮緄軍隊抵達長沙，叛軍得知消息後，都到軍營投降。馮緄率軍隊攻打武陵蠻夷，斬殺四千多人，有十多萬人投降，荊州被平定。漢桓帝下詔，賞馮緄錢一億，馮緄推辭，不願接受。馮緄班師回朝後，把功勞都歸給應奉，舉薦應奉任司隸校尉，馮緄則上書請求退休，朝廷沒有允許。

### 應奉建言
延熹八年（165年），當時采女田聖深受漢桓帝的寵愛，漢桓帝甚至打算立田聖為皇后。時任司隸校尉的應奉上書說：「皇后這個位置十分重要，甚至攸關國家興亡。漢成帝曾立趙飛燕為皇后，結果後代斷絕。陛下選擇皇后，應該要思考《關雎》闡述的追求，遠離五種禁忌。」太尉陳蕃也認為田聖出身卑微，而竇家為清白人家，為此爭論。最終漢桓帝不得已，立竇妙為皇后。
陳蕃多次向漢桓帝訴說李膺、馮緄、劉祐受到的冤屈，請求赦免他們的罪刑、讓他們恢復官職。言辭懇切，甚至痛哭流涕，漢桓帝都不願接受，直到應奉上書說情，應奉書說：「忠臣良將是國家重要的助手。臣認為馮緄、劉祐、李膺他們誅殺、彈劾奸臣，這是符合法令的。陛下不明察、也不願聽取意見，不知道真相就輕易相信誣告，讓忠臣良將變成罪犯，從春天到冬天，現今還不願寬恕他們，百姓們知道後沒有不惋惜的。處理政事最重要的是要記住大臣的功勞，遺忘他們的過失。漢景帝無視韓安國仍在服刑，便任命他為內史，漢宣帝徵召逃犯張敞為刺史。當年馮緄討伐荊州蠻族，有和尹吉甫一樣的功勞。劉祐秉公執法，有不畏懼強權的氣節。李膺的聲名威震幽州、并州，李膺任度遼將軍時給百姓的恩惠，遺愛至今。現在，三方邊疆的敵軍蠢蠢欲動，朝廷的軍隊尚未班師，懇請陛下寬赦李膺他們，以備不時之需。」漢桓帝這才下令免除三人的刑罰。
發生黨錮之禍後，應奉慨然稱病請辭。追念哀憐屈原，藉此以感懷，而作了《感騷》三十篇。

## 家庭

### 祖上
- 曾祖父應順[15]
  - 祖父應疊
    - 應郴，東漢武陵太守。

### 同輩
- 應志，字仲節，與應奉同祖，但世系不詳，官至徐州刺史。[16]

### 子
- 應劭，字仲瑗。著有《漢官儀》十卷。
- 應珣，字季瑜，官至司空掾[17]

### 孫
- 應瑒，應珣子
- 應璩，應瑒弟

## 延伸阅读
[在维基数据编辑]
 《後漢書/卷48》，出自范晔《後漢書》
 《東觀漢記》